# Conduit cystique
Pour les articles homonymes, voir canal.

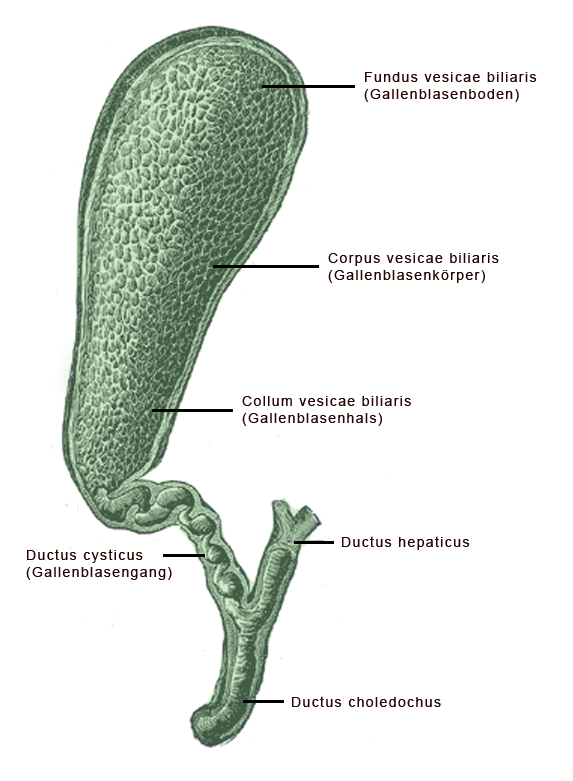
Vésicule biliaire

Le conduit cystique, ou canal cystique, constitue avec la vésicule biliaire la voie biliaire accessoire. Il relie la vésicule biliaire au conduit hépatique et au foie commun. La jonction de ces deux canaux forme le conduit cholédoque qui s'abouche dans le duodénum.
Le conduit cystique permet au moment des repas l'évacuation de la bile stockée dans la vésicule biliaire.
Son obstruction par des calculs vésiculaires est responsable de crises douloureuses de colique hépatique.